# Цери (Кипр)
Цери (др.-греч. TσέΡι) ― южный пригород Никосии, Кипр. До 1974 года население региона составляло около 300 человек. В 2011 году его население составляло 7035 человек. После референдума в 2011 году Цери стал муниципалитетом.